# تایلر جوزف
تایلر رابرت جوزف (متولد دسامبر ۱، ۱۹۸۸) آمریکا نوازنده خواننده/ترانه سرا و خواننده رپ است. او خواننده اصلی در کنار جاش دان در گروه  موسیقی آمریکایی توئنتی وان پایلتس و نوازندهٔ کیبورد است.

## اوایل زندگی
جوزف همراه دو برادر خود، زَکریا فلیپ جوزف، خلاصه شده به زَک (همچنین یک خواننده) و جی توماس جوزف، و یک خواهر، مدیسون گریس برت، در کلمبوس، اوهایو متولد و بزرگ شد. مادر او، کِلی جوزف، یک معلم ریاضی در Olentangy مدرسه منطقه قبل از اینکه معلم تیم بسکتبال دبیرستان Olentagy در سال ۲۰۱۳ شود، بود. پدرش کریستوفر آنتونی جوزف، خلاصه شده به کریس هم نیز در دبیرستان مسیحی ورثینگتون از ۹۶–۲۰۰۵ مربی بود و الان مدیر آنجا است. جوزف در سنین بسیار پایین یک بسکتبالیست بود و در ادامه بازیکن نقطه گارد تیم دبیرستان مسیحی Worthington شد. تیم وی در سال ۲۰۰۸ در مسابقات ایالتی دوم شد.
پس از دیدن اجرای یک ترانه سرا یکی از باشگاه‌های شهر او بورسیه بسکتبال از دانشگاه Otterbein رد کرد و پس از پیدا کردن یک پیانوی قدیمی (که کادوی کریسمس از طرف مادر بزرگش بود) شروع به نواختن موسیقی و تقلید از خواننده‌های رادیو کرد.

## حرفه

### بیست و یک خلبان
بیست و یک خلبان در سال ۲۰۰۹ در کلمبوس، اوهایو تشکیل شد. ایده اولیه آن از جوزف بود، او نیک توماس و کریس صالح، دوستان دبیرستانش، را برای عضویت در بندش دعوت کرد. او نام این گروه را در حالی که در حال خواندن رمان همه پسران من نوشته شده توسط آرتور میلر بود انتخاب کرد. داستان آن در مورد یک مرد است که باید تصمیم بگیرید چه چیزی برای خانواده اش بهتر است پس از اینکه آگاهانه با فرستادن قطعات معیوب در کارش باعث مرگ بیست و یک خلبان در طول جنگ جهانی دوم شده‌است. جوزف توضیح می‌دهد که این داستان اخلاقی معضل الهام بخش نام گروه بود است. اولین آلبوم آن‌ها در ۲۹ دسامبر ۲۰۰۹ منتشر شد که تونتی وان پایلتس نام داشت بعد از آن اولین تور آن‌ها در اوهایو شروع شد. پس از آن آلبوم دوم آن‌ها به نام منطقه‌ای در بهترین حالت در سال ۲۰۱۱ منتشر شد که تنها شامل جوزف و دان می‌شد.
آلبوم سوم توئنتی وان پایلتس رگ در ژانویه ۸، ۲۰۱۳ منتشر شد.
چهارمین آلبوم این گروه Blurryface در ۱۷ مارس ۲۰۱۵، دو روز پیش از تاریخ در نظر گرفته شده برای انتشار منتشر شد.

### پروژه‌های دیگر
جوزف خود به تنهایی آلبومی به نام No Phun Intended منتشر کرده‌است. این آلبوم هنوز در حساب شخصی جوزف در سایت PureVolume در دسترس است. این آلبوم در سال‌های آخر دبیرستان جوزف یعنی سال‌های ۲۰۰۷ و ۲۰۰۸ در زیرزمین خانهٔ مادری وی ضبط شده‌است. آهنگ «نجات» که از دسترس عموم خارج شده، دوباره ضبط و منتشر شده و در سال‌های اولیه فعالیت بند به عنوان دانلود رایگان قرار گرفت و بعد از مدتی از روی سایت برداشته شد. ترانه «زمزمه» که از کارهای انفرادی اوست نیز منتشر شده‌است و در سراسر اینترنت برای دانلود در دسترس است.
در سال ۲۰۱۰ جوزف در ترانه «زنده» توسط رپر مسیحی Jocef, با دو خواننده رپ دیگر (Juda و Alon) همکاری کرد. این آهنگ اولین آهنگ آلبوم Jocef در جستجوی: L. O. V. E. بود. متن ترانه با همکاری تایلر جوزف و یوسف لنگستون (همان Jocef) نوشته شده بود. Jocef در نهایت با هم کاری در آهنگ "نگران"از بیست و یک خلبان در آلبوم ۲۰۱۱ منطقه‌ای در بهترین برای جبران نزد جوزف بازگشت.
در سال ۲۰۱۱ جوزف ستارهٔ اصلی در سریال سه قسمتی mockumentary از کلیسای Five14 بود که داستانی (نسبتاً الهام بخش) دربارهٔ «بازار مال فروشان تانگو» بود. با توجه به mockumentary جوزف در آن زمان یک کارآموز در کلیسا بود.
در سال ۲۰۱۲ جوزف در آگهی اینترنتی معروف "کجایی؟" که توسط Mark C. Eshleman (تهیه‌کننده بسیاری از موزیک ویدئوهای توئنتی وان پایلوتس) کارگردانی شده بود که برای یک مسابقه سالانه که توسط Trend Micro ترتیب داده شده بود به نام داستان شما چیست؟ شرکت کرد. اتاقی که در آن آگهی ضبط شد همان اتاقی بود که موزیک ویدئوی اصلی آهنگ «خانه ی طلایی» استفاده شده بود.
در ۲۴ دسامبر ۲۰۱۳، شب کریسمس، تایلر جوزف به عنوان خواننده آهنگ "آمده O, O come, Emmanuel" در آلبوم کریسمس با ستاره‌های کلیسای Five14 در آلبانی جدید، اوهایو شرکت کرد. ویدئو رسمی از اجرای آن در ۱۴ فوریه ۲۰۱۴ در یوتیوب آپلود شد. او همچنین «سحر و جادو» را با میزبان کلیسا و رئیس تشریفات کلیسا دیوید مک کری برای نمایش اجرا کرد.
جوزف همچنین در چند آهنگ برای آلبوم عبادت به کلیسای Five14 کمک کرده‌است.
در ماه دسامبر ۲۰۱۴، جوزف به عنوان خواننده کمکی در آهنگ «تعطیلات شیرین رنجور» به Dallon Weekes از بند وحشت! در دیسکو کمک کرده‌است.

## Discography
- به عنوان هنرمند انفرادی

| عنوان            | جزئیات آلبوم                                               |
| ---------------- | ---------------------------------------------------------- |
| No Phun Intended | - منتشر شد: ۲۰۰۸ - برچسب: توسط خودش - فرمت: فقط برای شنیدن |

## زندگی شخصی
جوزف یک مسیحی است و آهنگ‌هایی که می‌نویسد تحت تأثیر ایمان اوست. او در دوران کودکی خود دورهٔ ابتدایی را در خانه آموخت. او بعد از ۸ ماه نامزد بودن با جنا بلک در ۲۸ مارس ۲۰۱۵ با وی ازدواج کرد.
او برای اولین بار به عنوان خوانندهٔ گروه مسیحی هیپ هاپ، DC صحبت در دنیای موسیقی مطرح شد.
جوزف روی بدن خود دارای یک خالکوبی سه بخشی است که نمادی است از «چیزی که زندگی او را نجات داده». هر چند فرض بر این است که خالکوبی او دربارهٔ ایمان او به آیین مسیحی است اما او نمی‌خواهد معنای خالکوبی‌هایش در سرتاسر اینترنت پخش شود. با این حال او چند بار اعلام کرده که حاضر است به تک تک افرادی که دربارهٔ اونها به صورت خصوصی ازش سؤال می پرسن جواب بدهد اما در صورتی که آن‌ها معنای خالکوبی‌های او را فاش نکنند.
جوزف و جاش دان هر دو یک خالکوبی به شکل "X" بر روی بدن خود دارند که نماد تعهد آن‌ها به زادگاه و طرفداران خود در Columbus, OH است. آن‌ها ایده آن را در هنگام اجرای خود در شهر مادری خود در ۲۶ آوریل ۲۰۱۳ بدست آوردند. خالکوبی جوزف روی بازوی راستش واقع شده‌است و خالکوبی دان روی پشت گوش راستش واقع شده‌است.
اگر چه جوزف گفته: او بازیکن بزرگ بازی‌های کامپیوتری نیست، اما او و جاش دان در اوقات فراغت خود در طول تور بازی Mario Kart 64 را روی نینتندو ۶۴ بازی میکنند.
او در سپتامبر 2019،مردم را از بارداری همسرش(جنا بلک) باخبر کرد و گفت قرار است پدر و صاحب فرزند دختر شود.سرانجام جورف و همسرش در ۲۲ فوریه 2020، با انتشار پست های اینستاگرامی،تولد دخترشان به نام رزی رابرت را خبر دادند.